# Emili Bach Grau
Emili Bach Grau (Figueres, Alt Empordà, 1932), és un empresari i dirigent esportiu català, expresident de la Unió Esportiva Figueres. El 1995 rebé de la Generalitat la medalla Forjador de la Història Esportiva de Catalunya.
Propietari d'una empresa dedicada a la construcció de vàlvules pels sectors naval, energètic o metal·lúrgic, Bach va estar vinculat a la Unió Esportiva Figueres des de mitjan de la dècada dels setanta fins a la seva sortida del club el 1993, un total de disset anys. Va arribar a la presidència de l'entitat el 1978 i fou reelegit l'any següent, essent president durant dotze anys, en els quals inaugurà el nou Estadi Municipal de Vilatenim el 1986.
Sota la seva presidència el club va passar de jugar a tercera divisió fins a la segona divisió A. Assolí els vuitens de final de la Copa del Rei (1981), l'ascens a Segona B (1982-83) i a Segona A (1985-86). La temporada 1991-92 el club va estar a punt d'ascendir a primera divisió, però no ho va aconseguir, fet que va acabar amb l'etapa de Bach al club.